# Lilith Verstrynge
Lilith Verstrynge Revuelta (Madrid, 7 de julio de 1992)es una política española, de nacionalidad franco española de origen. Fue secretaria de Estado para la Agenda 2030 del Ministerio de Derechos Sociales entre 2022 y 2023, así como diputada en las Cortes Generales por Barcelona entre 2023 y 2024. Asimismo, también ha sido secretaria de Organización de Podemos entre 2021 y 2023. Tiene una formación universitaria como historiadora y politóloga. Actualmente colabora con el diario El País y Le Monde Diplomatique.

## Biografía
Es hija de Jorge Verstrynge y de Mercedes Revuelta. Tiene tres hermanos: Sigfrido, Eric y René. Se crio en Fuente del Berro en el barrio de Salamanca, en Madrid.
Empezó sus estudios en el madrileño Liceo Francés y, con diecisiete años, se fue a París para estudiar becada una licenciatura de Historia en la Universidad Denis Diderot. Continuó sus estudios en la escuela de Ciencias Políticas y Estudios Europeos en la Universidad de la Sorbona. Tiene un máster en Relaciones Internacionales (por la LMU Múnich) y se ha formado en «alto funcionariado y cuadros políticos» por el Instituto Republicano del Servicio Público de Francia así como en la promoción "Social Demain" un programa de formación becada gratuita para jóvenes que trabajarán en el ámbito de las políticas sociales.
Durante su estancia en Francia fundó y dirigió una pequeña revista de opinión y análisis político Dispara Magazine y, posteriormente, fue responsable de la revista de la sección de política del medio Le Vent Se Lève.
Su carrera política comenzó en 2016 como asistente y más tarde asesora parlamentaria en la delegación de Podemos en el Parlamento Europeo. Tras regresar a Madrid, se incorporó al Ministerio de Derechos Sociales y Agenda 2030 donde trabajó como asesora parlamentaria y de discurso de la Vicepresidencia Segunda del Gobierno de España. Fue designada como responsable de Transición Ecológica y, en junio de 2021, se puso al frente de la Secretaría de Organización de Podemos, siendo la primera mujer en ocupar este cargo.
En julio de 2022 fue designada por la ministra de Derechos Sociales, Ione Belarra, para asumir la secretaría de Estado para la Agenda 2030. Cesó a finales de 2023, tras la salida de Belarra del Ministerio.
El 26 de enero de 2024 anunció en sus redes sociales que renunciaba a todos sus cargos en Podemos, así como a su acta de diputada en el Congreso, después de seis meses como representante por la circunscripción de Barcelona, por supuestos motivos de saludque meses más tarde fueron desmentidos.  
Colabora habitualmente con el diario El País y recientemente ha empezado a colaborar con Le Monde Diplomatique en Francia. 